# Ivan Tričkovski
Ivan Tričkovski (in macedone Иван Тричковски?; Skopje, 18 aprile 1987) è un calciatore macedone, attaccante dell'AEL Limassol.

## Carriera

### Club
La sua esperienza da calciatore inizia quando nel 2004 fa il suo esordio nella squadra macedone del Vardar dove in tre stagioni mette a segno una rete in 6 presenze complessive. Nel 2007 viene acquistato dalla squadra di Skopje, il Rabotnički dove in 26 presenze va in gol 14 volte. L'anno successivo ma la squadra che si assicura le prestazioni del calciatore è la Stella Rossa di Belgrado. Milita nella squadra serba per una sola stagione dove colleziona 3 reti in 14 presenze. Nel 2009 viene acquistato dall'Enosis Paralimni dove in 29 presenze segna 8 gol e a fine stagione si trasferisce all'APOEL Nicosia dove milita tuttora. Nella gara contro il Wisla Cracovia, decisiva per la qualificazione alla fase a gironi della Champions League 2011-2012, ha fornito l'assist decisivo al suo compagno di squadra Aílton per il risultato finale di 3 a 1 a favore della squadra cipriota.
Il 17 agosto 2015, firma un contratto di un anno con il Legia Varsavia, dove rimane un anno, per poi tornare a giocare nel campionato cipriota, stavolta per l'AEK Larnaca.

### Nazionale
Ha esordito in nazionale maggiore nel 2010. Durante il match di qualificazione, svoltosi il 26 marzo 2011, valevole per Euro 2012 contro l'Irlanda di Trapattoni segna il gol bandiera.
Negli anni si afferma come membro stabile della selezione macedone, venendo pure convocato per gli europei nel 2021. Al termine della manifestazione ha lasciato la nazionale.

## Statistiche

### Presenze e reti nei club
Statistiche aggiornate al 22 ottobre 2022.
| Stagione            | Squadra             | Campionato          | Campionato | Campionato | Coppe nazionali | Coppe nazionali | Coppe nazionali | Coppe continentali | Coppe continentali | Coppe continentali | Altre coppe | Altre coppe | Altre coppe | Totale | Totale |
| Stagione            | Squadra             | Comp                | Pres       | Reti       | Comp            | Pres            | Reti            | Comp               | Pres               | Reti               | Comp        | Pres        | Reti        | Pres   | Reti   |
| ------------------- | ------------------- | ------------------- | ---------- | ---------- | --------------- | --------------- | --------------- | ------------------ | ------------------ | ------------------ | ----------- | ----------- | ----------- | ------ | ------ |
| 2004-2005           | Vardar              | PL                  | 10         | 3          | CM              | 0               | 0               | Int                | 0                  | 0                  | -           | -           | -           | 10     | 3      |
| 2005-2006           | Vardar              | PL                  | 15         | 2          | CM              | 0               | 0               | CU                 | 4                  | 1                  | -           | -           | -           | 15     | 2      |
| 2006-gen. 2007      | Vardar              | PL                  | 7          | 1          | CM              | 0               | 0               | CU                 | 2                  | 0                  | -           | -           | -           | 9      | 1      |
| Totale Vardar       | Totale Vardar       | Totale Vardar       | 32         | 6          |                 | 0               | 0               |                    | 6                  | 1                  |             | -           | -           | 38     | 7      |
| gen.-giu. 2007      | Rabotnički          | PL                  | 10         | 5          | CM              | -               | -               | -                  | -                  | -                  | -           | -           | -           | 10     | 5      |
| 2007-gen. 2008      | Rabotnički          | PL                  | 16         | 9          | CM              | 0               | 0               | CU                 | 6                  | 0                  | -           | -           | -           | 22     | 9      |
| Totale Rabotnički   | Totale Rabotnički   | Totale Rabotnički   | 26         | 14         |                 | 0               | 0               |                    | 6                  | 0                  |             | -           | -           | 32     | 14     |
| gen.-giu. 2008      | Stella Rossa        | SL                  | 11         | 0          | CS              | 0               | 0               | -                  | -                  | -                  | -           | -           | -           | 11     | 0      |
| 2008-2009           | Stella Rossa        | SL                  | 14         | 3          | CS              | 0               | 0               | CU                 | 2                  | 0                  | -           | -           | -           | 16     | 3      |
| Totale Stella Rossa | Totale Stella Rossa | Totale Stella Rossa | 25         | 3          |                 | 0               | 0               |                    | 2                  | 0                  |             | -           | -           | 27     | 3      |
| 2009-2010           | EN Paralimni        | A                   | 25+4       | 7+1        | CC              | 0               | 0               | -                  | -                  | -                  | -           | -           | -           | 29     | 8      |
| 2010-2011           | APOEL               | A                   | 22+5       | 8+3        | CC              | 0               | 0               | UEL                | 5                  | 1                  | -           | -           | -           | 32     | 12     |
| 2011-2012           | APOEL               | A                   | 20+4       | 5+1        | CC              | 2               | 0               | UCL                | 13                 | 1                  | SC          | 1           | 0           | 40     | 7      |
| Totale APOEL        | Totale APOEL        | Totale APOEL        | 42+9       | 13+4       |                 | 2               | 0               |                    | 18                 | 2                  |             | 1           | 0           | 72     | 19     |
| 2012-2013           | Club Bruges         | D1                  | 13+6       | 1          | CB              | 1               | 0               | UCL+UEL            | 0+3                | 1                  | -           | -           | -           | 23     | 2      |
| 2013-2014           | Waasland-Beveren    | D1                  | 28+5       | 2+3        | CB              | 2               | 1               | -                  | -                  | -                  | -           | -           | -           | 35     | 6      |
| 2014-2015           | Al-Nasr             | PL                  | 12         | 3          | CPA+CdL         | 7+0             | 3               | -                  | -                  | -                  | -           | -           | -           | 19     | 6      |
| 2015-gen. 2016      | Legia Varsavia      | EK                  | 11         | 1          | CP              | 0               | 0               | UEL                | 6                  | 0                  | -           | -           | -           | 17     | 1      |
| gen.-giu. 2016      | AEK Larnaca         | A                   | 6+8        | 3+4        | CC              | 4               | 1               | UEL                | -                  | -                  | -           | -           | -           | 18     | 8      |
| 2016-2017           | AEK Larnaca         | A                   | 23+3       | 14         | CC              | 4               | 4               | UEL                | 8                  | 6                  | -           | -           | -           | 38     | 24     |
| 2017-2018           | AEK Larnaca         | A                   | 20+8       | 8+3        | CC              | 6               | 4               | UEL                | 7                  | 1                  | -           | -           | -           | 41     | 16     |
| 2018-2019           | AEK Larnaca         | A                   | 18+5       | 11+4       | CC              | 3               | 1               | UEL                | 12                 | 8                  | SC          | 1           | 0           | 39     | 24     |
| 2019-2020           | AEK Larnaca         | A                   | 18+1       | 20         | CC              | 2               | 0               | UEL                | 6                  | 5                  | -           | -           | -           | 27     | 25     |
| 2020-2021           | AEK Larnaca         | A                   | 20+10      | 10+6       | CC              | 1               | 0               | -                  | -                  | -                  | -           | -           | -           | 31     | 16     |
| 2021-2022           | AEK Larnaca         | A                   | 21+10      | 10+5       | CC              | 2               | 1               | -                  | -                  | -                  | -           | -           | -           | 33     | 16     |
| 2022-2023           | AEK Larnaca         | A                   | 8          | 4          | CC              | 0               | 0               | UCL+UEL            | 2+6                | 0+1                | -           | -           | -           | 16     | 5      |
| Totale AEK Larnaca  | Totale AEK Larnaca  | Totale AEK Larnaca  | 134+45     | 80+22      |                 | 22              | 11              |                    | 41                 | 21                 |             | 1           | 0           | 243    | 134    |
| Totale carriera     | Totale carriera     | Totale carriera     | 417        | 160        |                 | 34              | 15              |                    | 82                 | 25                 |             | 2           | 0           | 535    | 200    |

### Cronologia presenze e reti in nazionale
| Cronologia completa delle presenze e delle reti in nazionale ― Macedonia | Cronologia completa delle presenze e delle reti in nazionale ― Macedonia | Cronologia completa delle presenze e delle reti in nazionale ― Macedonia | Cronologia completa delle presenze e delle reti in nazionale ― Macedonia | Cronologia completa delle presenze e delle reti in nazionale ― Macedonia | Cronologia completa delle presenze e delle reti in nazionale ― Macedonia | Cronologia completa delle presenze e delle reti in nazionale ― Macedonia | Cronologia completa delle presenze e delle reti in nazionale ― Macedonia |
| Data                                                                     | Città                                                                    | In casa                                                                  | Risultato                                                                | Ospiti                                                                   | Competizione                                                             | Reti                                                                     | Note                                                                     |
| ------------------------------------------------------------------------ | ------------------------------------------------------------------------ | ------------------------------------------------------------------------ | ------------------------------------------------------------------------ | ------------------------------------------------------------------------ | ------------------------------------------------------------------------ | ------------------------------------------------------------------------ | ------------------------------------------------------------------------ |
| 29-5-2010                                                                | Bischofshofen                                                            | Azerbaigian                                                              | 1 – 3                                                                    | Macedonia                                                                | Amichevole                                                               | 1                                                                        |                                                                          |
| 2-6-2010                                                                 | Villach                                                                  | Romania                                                                  | 0 – 1                                                                    | Macedonia                                                                | Amichevole                                                               | -                                                                        | 67’                                                                      |
| 11-8-2010                                                                | La Valletta                                                              | Malta                                                                    | 1 – 1                                                                    | Macedonia                                                                | Amichevole                                                               | 1                                                                        | 55’                                                                      |
| 3-9-2010                                                                 | Bratislava                                                               | Slovacchia                                                               | 1 – 0                                                                    | Macedonia                                                                | Qual. Euro 2012                                                          | -                                                                        | 80’                                                                      |
| 7-9-2010                                                                 | Skopje                                                                   | Macedonia                                                                | 2 – 2                                                                    | Armenia                                                                  | Qual. Euro 2012                                                          | -                                                                        |                                                                          |
| 8-10-2010                                                                | Andorra la Vella                                                         | Andorra                                                                  | 0 – 2                                                                    | Macedonia                                                                | Qual. Euro 2012                                                          | -                                                                        |                                                                          |
| 12-10-2010                                                               | Skopje                                                                   | Macedonia                                                                | 0 – 1                                                                    | Russia                                                                   | Qual. Euro 2012                                                          | -                                                                        |                                                                          |
| 17-11-2010                                                               | Coriza                                                                   | Albania                                                                  | 0 – 0                                                                    | Macedonia                                                                | Amichevole                                                               | -                                                                        | 66’                                                                      |
| 9-2-2011                                                                 | Skopje                                                                   | Macedonia                                                                | 0 – 1                                                                    | Camerun                                                                  | Amichevole                                                               | -                                                                        |                                                                          |
| 26-3-2011                                                                | Dublino                                                                  | Irlanda                                                                  | 2 – 1                                                                    | Macedonia                                                                | Qual. Euro 2012                                                          | 1                                                                        |                                                                          |
| 4-6-2011                                                                 | Skopje                                                                   | Macedonia                                                                | 0 – 2                                                                    | Irlanda                                                                  | Qual. Euro 2012                                                          | -                                                                        |                                                                          |
| 10-8-2011                                                                | Baku                                                                     | Azerbaigian                                                              | 0 – 1                                                                    | Macedonia                                                                | Amichevole                                                               | -                                                                        | 46’                                                                      |
| 2-9-2011                                                                 | Mosca                                                                    | Russia                                                                   | 1 – 0                                                                    | Macedonia                                                                | Qual. Euro 2012                                                          | -                                                                        |                                                                          |
| 6-9-2011                                                                 | Skopje                                                                   | Macedonia                                                                | 1 – 0                                                                    | Andorra                                                                  | Qual. Euro 2012                                                          | -                                                                        |                                                                          |
| 7-10-2011                                                                | Erevan                                                                   | Armenia                                                                  | 4 – 1                                                                    | Macedonia                                                                | Qual. Euro 2012                                                          | -                                                                        |                                                                          |
| 11-10-2011                                                               | Skopje                                                                   | Macedonia                                                                | 1 – 1                                                                    | Slovacchia                                                               | Qual. Euro 2012                                                          | -                                                                        |                                                                          |
| 26-5-2012                                                                | Leiria                                                                   | Portogallo                                                               | 0 – 0                                                                    | Macedonia                                                                | Amichevole                                                               | -                                                                        | 85’                                                                      |
| 29-5-2012                                                                | Estoril                                                                  | Angola                                                                   | 0 – 0                                                                    | Macedonia                                                                | Amichevole                                                               | -                                                                        | 58’                                                                      |
| 15-8-2012                                                                | Skopje                                                                   | Macedonia                                                                | 1 – 0                                                                    | Lituania                                                                 | Amichevole                                                               | -                                                                        | 46’                                                                      |
| 7-9-2012                                                                 | Zagabria                                                                 | Croazia                                                                  | 1 – 0                                                                    | Macedonia                                                                | Qual. Mondiali 2014                                                      | -                                                                        | 73’                                                                      |
| 11-9-2012                                                                | Glasgow                                                                  | Scozia                                                                   | 1 – 1                                                                    | Macedonia                                                                | Qual. Mondiali 2014                                                      | -                                                                        | 38’                                                                      |
| 12-10-2012                                                               | Skopje                                                                   | Macedonia                                                                | 1 – 2                                                                    | Croazia                                                                  | Qual. Mondiali 2014                                                      | -                                                                        |                                                                          |
| 16-10-2012                                                               | Skopje                                                                   | Macedonia                                                                | 1 – 0                                                                    | Serbia                                                                   | Qual. Mondiali 2014                                                      | -                                                                        | 73’                                                                      |
| 6-2-2013                                                                 | Skopje                                                                   | Macedonia                                                                | 3 – 0                                                                    | Danimarca                                                                | Amichevole                                                               | -                                                                        |                                                                          |
| 22-3-2013                                                                | Skopje                                                                   | Macedonia                                                                | 0 – 2                                                                    | Belgio                                                                   | Qual. Mondiali 2014                                                      | -                                                                        | 82’                                                                      |
| 26-3-2013                                                                | Bruxelles                                                                | Belgio                                                                   | 1 – 0                                                                    | Macedonia                                                                | Qual. Mondiali 2014                                                      | -                                                                        | 65’                                                                      |
| 3-6-2013                                                                 | Malmö                                                                    | Svezia                                                                   | 1 – 0                                                                    | Macedonia                                                                | Amichevole                                                               | -                                                                        | 46’                                                                      |
| 11-6-2013                                                                | Oslo                                                                     | Norvegia                                                                 | 2 – 0                                                                    | Macedonia                                                                | Amichevole                                                               | -                                                                        | 46’                                                                      |
| 14-8-2013                                                                | Skopje                                                                   | Macedonia                                                                | 2 – 0                                                                    | Bulgaria                                                                 | Amichevole                                                               | -                                                                        | 61’                                                                      |
| 6-9-2013                                                                 | Skopje                                                                   | Macedonia                                                                | 2 – 1                                                                    | Galles                                                                   | Qual. Mondiali 2014                                                      | 1                                                                        |                                                                          |
| 10-9-2013                                                                | Skopje                                                                   | Macedonia                                                                | 1 – 2                                                                    | Scozia                                                                   | Qual. Mondiali 2014                                                      | -                                                                        |                                                                          |
| 5-3-2014                                                                 | Skopje                                                                   | Macedonia                                                                | 2 – 1                                                                    | Lettonia                                                                 | Amichevole                                                               | -                                                                        | 80’                                                                      |
| 26-5-2014                                                                | Kufstein                                                                 | Camerun                                                                  | 2 – 0                                                                    | Macedonia                                                                | Amichevole                                                               | -                                                                        |                                                                          |
| 30-5-2014                                                                | Rieti                                                                    | Qatar                                                                    | 0 – 0                                                                    | Macedonia                                                                | Amichevole                                                               | -                                                                        | 46’                                                                      |
| 12-10-2015                                                               | Barysaŭ                                                                  | Bielorussia                                                              | 0 – 0                                                                    | Macedonia                                                                | Qual. Euro 2016                                                          | -                                                                        |                                                                          |
| 12-11-2015                                                               | Skopje                                                                   | Macedonia                                                                | 4 – 1                                                                    | Montenegro                                                               | Amichevole                                                               | -                                                                        | 58’                                                                      |
| 17-11-2015                                                               | Skopje                                                                   | Macedonia                                                                | 0 – 1                                                                    | Libano                                                                   | Amichevole                                                               | -                                                                        |                                                                          |
| 23-3-2016                                                                | Capodistria                                                              | Slovenia                                                                 | 1 – 0                                                                    | Macedonia                                                                | Amichevole                                                               | -                                                                        |                                                                          |
| 29-3-2016                                                                | Skopje                                                                   | Macedonia                                                                | 0 – 2                                                                    | Bulgaria                                                                 | Amichevole                                                               | -                                                                        | 45’                                                                      |
| 29-5-2016                                                                | Bad Erlach                                                               | Azerbaigian                                                              | 1 – 3                                                                    | Macedonia                                                                | Amichevole                                                               | -                                                                        | 59’                                                                      |
| 2-6-2016                                                                 | Skopje                                                                   | Macedonia                                                                | 1 – 3                                                                    | Iran                                                                     | Amichevole                                                               | -                                                                        | 61’                                                                      |
| 24-3-2017                                                                | Vaduz                                                                    | Liechtenstein                                                            | 0 – 3                                                                    | Macedonia                                                                | Qual. Mondiali 2018                                                      | -                                                                        | 78’                                                                      |
| 28-3-2017                                                                | Skopje                                                                   | Macedonia                                                                | 3 – 0                                                                    | Bielorussia                                                              | Amichevole                                                               | -                                                                        | 55’                                                                      |
| 5-6-2017                                                                 | Skopje                                                                   | Macedonia                                                                | 0 – 0                                                                    | Turchia                                                                  | Amichevole                                                               | -                                                                        | 71’                                                                      |
| 11-6-2017                                                                | Skopje                                                                   | Macedonia                                                                | 1 – 2                                                                    | Spagna                                                                   | Qual. Mondiali 2018                                                      | -                                                                        | 85’                                                                      |
| 5-9-2017                                                                 | Strumica                                                                 | Macedonia                                                                | 1 – 1                                                                    | Albania                                                                  | Qual. Mondiali 2018                                                      | -                                                                        | 87’                                                                      |
| 6-10-2017                                                                | Torino                                                                   | Italia                                                                   | 1 – 1                                                                    | Macedonia                                                                | Qual. Mondiali 2018                                                      | -                                                                        | 80’                                                                      |
| 11-11-2017                                                               | Skopje                                                                   | Macedonia                                                                | 2 – 0                                                                    | Norvegia                                                                 | Amichevole                                                               | -                                                                        | 69’                                                                      |
| 23-3-2018                                                                | Belek                                                                    | Finlandia                                                                | 0 – 0                                                                    | Macedonia                                                                | Amichevole                                                               | -                                                                        | 88’                                                                      |
| 27-3-2018                                                                | Aksu                                                                     | Azerbaigian                                                              | 1 – 1                                                                    | Macedonia                                                                | Amichevole                                                               | -                                                                        | 59’                                                                      |
| 6-9-2018                                                                 | Gibilterra                                                               | Gibilterra                                                               | 0 – 2                                                                    | Macedonia                                                                | UEFA Nations League 2018-2019 - 1º turno                                 | 1                                                                        | 89’                                                                      |
| 9-9-2018                                                                 | Skopje                                                                   | Macedonia                                                                | 2 – 0                                                                    | Armenia                                                                  | UEFA Nations League 2018-2019 - 1º turno                                 | -                                                                        | 57’                                                                      |
| 16-11-2018                                                               | Vaduz                                                                    | Liechtenstein                                                            | 0 – 2                                                                    | Macedonia                                                                | UEFA Nations League 2018-2019 - 1º turno                                 | -                                                                        | 77’                                                                      |
| 19-11-2018                                                               | Skopje                                                                   | Macedonia                                                                | 4 – 0                                                                    | Gibilterra                                                               | UEFA Nations League 2018-2019 - 1º turno                                 | -                                                                        | cap. 59’                                                                 |
| 9-9-2019                                                                 | Rīga                                                                     | Lettonia                                                                 | 0 – 2                                                                    | Macedonia del Nord                                                       | Qual. Euro 2020                                                          | -                                                                        |                                                                          |
| 10-10-2019                                                               | Skopje                                                                   | Macedonia del Nord                                                       | 2 – 1                                                                    | Slovenia                                                                 | Qual. Euro 2020                                                          | -                                                                        | 66’                                                                      |
| 8-10-2020                                                                | Skopje                                                                   | Macedonia del Nord                                                       | 2 – 1                                                                    | Kosovo                                                                   | Qual. Euro 2020                                                          | -                                                                        | 80’                                                                      |
| 11-10-2020                                                               | Tallinn                                                                  | Estonia                                                                  | 3 – 3                                                                    | Macedonia del Nord                                                       | UEFA Nations League 2020-2021 - 1º turno                                 | -                                                                        | cap. 64’                                                                 |
| 14-10-2020                                                               | Skopje                                                                   | Macedonia del Nord                                                       | 1 – 1                                                                    | Georgia                                                                  | UEFA Nations League 2020-2021 - 1º turno                                 | -                                                                        | 80’                                                                      |
| 12-11-2020                                                               | Tbilisi                                                                  | Georgia                                                                  | 0 – 1                                                                    | Macedonia del Nord                                                       | Qual. Euro 2020                                                          | -                                                                        | 89’                                                                      |
| 15-11-2020                                                               | Skopje                                                                   | Macedonia del Nord                                                       | 2 – 1                                                                    | Estonia                                                                  | UEFA Nations League 2020-2021 - 1º turno                                 | 1                                                                        | cap.                                                                     |
| 18-11-2020                                                               | Erevan                                                                   | Armenia                                                                  | 1 – 0                                                                    | Macedonia del Nord                                                       | UEFA Nations League 2020-2021 - 1º turno                                 | -                                                                        | cap.                                                                     |
| 1-6-2021                                                                 | Skopje                                                                   | Macedonia del Nord                                                       | 1 – 1                                                                    | Slovenia                                                                 | Amichevole                                                               | -                                                                        | 58’                                                                      |
| 4-6-2021                                                                 | Skopje                                                                   | Macedonia del Nord                                                       | 4 – 0                                                                    | Kazakistan                                                               | Amichevole                                                               | 1                                                                        | 62’                                                                      |
| 13-6-2021                                                                | Bucarest                                                                 | Austria                                                                  | 3 – 1                                                                    | Macedonia del Nord                                                       | Euro 2020 - 1º turno                                                     | -                                                                        | 82’                                                                      |
| 17-6-2021                                                                | Bucarest                                                                 | Ucraina                                                                  | 2 – 1                                                                    | Macedonia del Nord                                                       | Euro 2020 - 1º turno                                                     | -                                                                        | 85’                                                                      |
| 21-6-2021                                                                | Amsterdam                                                                | Macedonia del Nord                                                       | 0 – 3                                                                    | Paesi Bassi                                                              | Euro 2020 - 1º turno                                                     | -                                                                        | 56’                                                                      |
| Totale                                                                   |                                                                          | Presenze                                                                 | 67                                                                       |                                                                          | Reti                                                                     | 7                                                                        |                                                                          |

## Palmarès

### Club

#### Competizioni nazionali
- Coppa di Macedonia: 2

Vardar: 2006-2007
Rabonitcki: 2007-2008
- Campionato macedone: 1

Rabonitcki: 2007-2008
- Campionato cipriota: 1

APOEL Nicosia: 2010-2011
- Supercoppa di Cipro: 2

APOEL Nicosia: 2011
AEK Larnaca: 2018
- Coppa del Presidente degli Emirati Arabi Uniti: 1

Al-Nasr: 2014-2015
- UAE Arabian Gulf Cup: 1

Al-Nasr: 2014-2015
- Campionato polacco: 1

Legia Varsavia: 2015-2016
- Coppa di Polonia: 1

Legia Varsavia: 2015-2016
- Coppa di Cipro: 1

AEK Larnaca: 2017-2018

### Individuale
- Calciatore macedone dell'anno: 2

2011, 2015
- Capocannoniere del Campionato cipriota: 2

2019-2020 (20 reti), 2021-2022 (15 reti)